# كونستانس أبلبي
كونستانس ماري كاثرين أبلبي (بالإنجليزية: Constance Mary Katherine Applebee)‏ (4 يونيو 1873- 26 يناير 1981) اشتهرت بتقديم لعبة الهوكي في الولايات المتحدة. شغلت منصب كأحد مؤسسي جمعية هوكي الميدان الأمريكية وشغلت منصب رئيسها لمدة 20 عامًا. كما أسست مجلة سبورت وومان [الإنجليزية] واشتغلت منصب المديرة الرياضية في كلية براين ماير [الإنجليزية] لمدة 24 عامًا.
تخرجت أبلبي من الكلية البريطانية للتربية البدنية في عام 1899. وفي عام 1901، جاءت إلى أمريكا وأخذت دورة في قياس الأنثروبومترية في مدرسة دودلي ألين سارجنت [الإنجليزية]الصيفية للتدريب البدني في جامعة هارفارد. بعد مناقشة بين زملائها في الفصل والمدربين بخصوص رياضة هوكي الميدان البريطانية، اصطحبتهم إلى فناء خلف صالة هارفارد للألعاب الرياضية وقدمت عرضًا للعبة.
في خريف عام 1901، شرعت في جولة في كليات البنات في شمال شرق الولايات المتحدة، حيث قدمت لعبة الهوكي الميدانية وقدمت التدريب والتوجيه فيما يتعلق بالرياضة للطلاب وأعضاء هيئة التدريس في كل محطة. دُعيت إلى كلية فاسار من قبل هارييت بالنتين [الإنجليزية]، المديرة الرياضية بالمدرسة، وزارت أيضًا كلية ويلسلي، وكلية برين ماور، وكلية سميث، وكلية ماونت هوليوك وكلية رادكليف، ومدرسة ويتون للإناث. كما زارت مدرسة بوسطن العادية للجمباز لتدريب الهوكي الميداني خلال ربيع عام 1904. وفي عام 1904 عُينت كمديرة رياضية بدوام كامل في كلية برين ماور، حيث عملت بهذه الصفة حتى عام 1928.
في سبتمبر 1922، أنشأت أبلبي معسكرًا سنويًا لمدة ثلاثة أسابيع لتعليم الهوكي الميداني المكثف في مونت بوكونو [الإنجليزية]، بنسلفانيا، على أرض معسكر تجاويثا [الإنجليزية]. عمل المخيم لمدة أكثر من 70 عامًا قبل أن يغلق أخيرًا بعد موسم 1994.
في عام 1924 أسست مجلة سبورت وومان [الإنجليزية]، التي تناولت مواضيع الهوكي الميداني ثم شملت في النهاية جميع الرياضات النسائية.
عُرفت أكثر بلقبها «التفاحة»، وفي 26 يناير 1981، توفيت عن عمر يناهز 107 عامًا في دار رعاية نيو ميلتون، هامبشاير، إنجلترا. دفنت في كنيسة القديس يوحنا المعمدان في بورلي في نيو فورست، وخُلدت داخل الكنيسة في إحدى النوافذ الزجاجية الملونة.
كما ونشطت في تأسيس لعبة اللاكروس كرياضة نسائية في الولايات المتحدة الأمريكية. تأسست جمعية لاكروس النسائية في الولايات المتحدة في معسكرها في صيف عام 1931. عندما افتتحت الرابطة الوطنية لرياضة الجامعات بطولة البطولة الوطنية للسيدات، حكمت رابطة لاكروس النسائية الرياضة على مستوى الكلية والأندية حتى عام 1981.
وأخيراً كُرمت أبلبي في قاعة مشاهير الرياضة النسائية الدولية في عام 1991.